# Station Épinay - Villetaneuse
Station Épinay - Villetaneuse is een spoorwegstation aan de spoorlijnen Épinay-Villetaneuse - Le Tréport-Mers en Saint-Denis - Dieppe. Het ligt in de Franse gemeente Épinay-sur-Seine in het departement Seine-Saint-Denis (Île-de-France).

## Geschiedenis
Het station werd in 1880 geopend.

## Ligging
Het station ligt op kilometerpunt 9,040 van de spoorlijn Saint-Denis - Dieppe. Vlak buiten het station begint de spoorlijn Épinay-Villetaneuse - Le Tréport-Mers.

## Diensten
Het station wordt aangedaan door verschillende treinen van Transilien lijn H:
- Tussen Paris-Nord en Persan - Beaumont (via Montsoult - Maffliers)
- Tussen Paris-Nord en Luzarches
- Tussen Paris-Nord en Persan - Beaumont (via Ermont - Eaubonne)
- Tussen Paris-Nord en Pontoise

## Vorige en volgende stations
| Richting                                      | Vorig station       | Lijn    | Volgend station | Richting   |
| --------------------------------------------- | ------------------- | ------- | --------------- | ---------- |
| Persan - Beaumont (via Montsoult - Maffliers) | Deuil - Montmagny   | Trans H | Saint-Denis     | Paris-Nord |
| Luzarches                                     | Deuil - Montmagny   | Trans H | Saint-Denis     | Paris-Nord |
| Persan - Beaumont (via Ermont - Eaubonne)     | La Barre - Ormesson | Trans H | Saint-Denis     | Paris-Nord |
| Pontoise                                      | La Barre - Ormesson | Trans H | Saint-Denis     | Paris-Nord |